# Henk Bouwman
Henricus "Henk" Nicolaas Bouwman (Amsterdam, Nizozemska, 30. lipnja 1926. – Baam, Nizozemska, 27. prosinca 1995.) bivši je nizozemski hokejaš na travi. 
Osvojio je brončano odličje na hokejaškom turniru na Olimpijskim igrama 1948. u Londonu igrajući za Nizozemsku. Igrao je za klub HC Bloemendaal.
Njegov sin Roderik Bouwman je također zaigrao na nizozemsku hokejašku reprezentaciju. Sudjelovao je na OI 1984. u Los Angelesu.

## Vanjske poveznice
- Nizozemski hokejski savez
- Profil na Sports-Reference.com  Arhivirana inačica izvorne stranice od 21. veljače 2014. (Wayback Machine)